# Buzhor (Rusia)
Buzhor (del ruso: Бужор) es un jútor del ókrug urbano de la ciudad-balneario de Anapa del krai de Krasnodar, en el sur de Rusia. Está situado en las estribaciones de poniente del Cáucaso Occidental, próximo a la costa del mar Negro, 10 km al sudeste de la ciudad de Anapa y 125 km al oeste de Krasnodar. Tenía 485 habitantes en 2010.
Pertenece al municipio rural Anápskoye.